# Stig Björkman
Stig Björkman (Estocolmo, 2 de octubre de 1938) fue un escritor, director de cine y crítico de cine sueco. Dirigió una quincena de películas desde 1964. Su película de 1972 Georgia, Georgia entró en la sección oficial de la  Festival de Berlín de 1973. Su film de 1975 Den vita väggen concursó en el Festival Internacional de Cine de Moscú de 1975. Su documental de 2015 Ingrid Bergman: In Her Own Words fue estrenada en la sección de clásicos de Cannes en el Festival de Cannes de 2015.

## Obras
- Bergman on Bergman: Entrevistas con Ingmar Bergman (1970), ISBN 9780306805202
- Stig Björkman (2005). Woody Allen on Woody Allen: In Conversation with Stig Björkman. Grove Press. ISBN 978-0-8021-4203-0.
- Trier on von Trier (1999); Faber & Faber, 2003, ISBN 9780571207077
- Fucking film: den nya svenska filmen (2002)
- Joyce Carol Oates: Samtal med Stig Björkman (2003)

## Filmografía seleccionada
- Jag älskar, du älskar (1968)
- Georgia, Georgia (1972)
- Den vita väggen (1975)
- Gå på vattnet om du kan (1979)
- Kvindesind (1980)
- Bakom jalusin (1984)
- 1985 - Vad hände katten i råttans år? (1985)
- Imorron och imorron och imorron (1989)
- Alla våra morgondagar (1994)
- Tranceformer - A Portrait of Lars von Trier (1997)
- Ingrid Bergman: Retrato de familia (Jag är Ingrid) (2015)
- Joyce Carol Oates: A Body in the Service of Mind (2023)